# Oegstgeest
Oegstgeest (dân số: 22,576 in 2008) là một đô thị trong tỉnh Zuid-Holland the phía tây Hà Lan. 
Đô thị Oegstgeest có diện tích 7,75 km² (trong đó 0,54 km² diện tích mặt nước). Oegstgeest nằm về phía bắc Leiden, trên thực tế là một ngoại ô của Leiden. Đô thị Katwijk nằm về phía tây, đô thị Teylingen nằm về phía nam, các hồ Kaag (Kagerplassen) nằm về phía đông bắc và Leiderdorp về phía đông.